# Wiesmoor
Wiesmoor é uma cidade da Alemanha localizada no distrito de Aurich, estado de Baixa Saxônia.